# Pseudostenophylax unicornis
Pseudostenophylax unicornis là một loài Trichoptera trong họ Limnephilidae. Chúng phân bố ở miền Cổ bắc.